# Међеђак Утињски
Међеђак Утињски је насељено место на Кордуну, у саставу општине Војнић, Карловачка жупанија, Република Хрватска.

## Историја
Међеђак Утињски се од распада Југославије до августа 1995. године налазио у Републици Српској Крајини.

## Становништво
Међеђак Утињски је према попису из 2011. године имао 62 становника.

### Број становника по пописима
| Националност   | 2001. | 1991. | 1981. | 1971. | 1961. | 1953. | 1948. | 1931. | 1921. | 1910. | 1900. | 1890. | 1880. | 1869. | 1857. |
| бр. становника | 84    | 113   | 140   | 141   | 153   | 158   | 169   | 200   | 143   | 208   | 213   | 209   | 168   | 172   | 162   |

- напомене:

До 1900. исказивано под именом Медведак.

### Национални састав
| Националност       | 2001.     | 1991.        | 1981.        | 1971.      | 1961.      |
| Срби               | 84 (100%) | 108 (95,57%) | 134 (95,71%) | 141 (100%) | 153 (100%) |
| Хрвати             | 0         | 0            | 0            | 0          | 0          |
| Југословени        | 0         | 0            | 5 (3,57%)    | 0          | 0          |
| остали и непознато | 0         | 5 (4,42%)    | 1 (0,71%)    | 0          | 0          |
| Укупно             | 84        | 113          | 140          | 141        | 153        |

## Знамените личности
- Душан Пекић, генерал ЈНА и народни херој Југославије